# 槐柳二
槐柳二（1928年3月27日—2017年9月29日）是日本的男演員、聲優，所屬是Theatre Echo。東京府（現東京都）出身。
其代表作有『瘋狂大賽車』的H博士、『天才巴卡彭』的雷雷雷叔叔、『相聚一刻』的音無老人、『假面騎士系列』的蜘蛛男、鼴鼠獸人等被廣為人知。
最後在2017年9月29日，因为充血性心力衰竭而逝世。

## 人物來歷
- 在早稻田大學畢業後，在劇場演出、劇團演出，所屬Theatre Echo。在以前也擔任Theatre Echo的附屬養成所所長的職務。他培育了紅燈故事的成員中村有志、野澤直子、鴕鳥俱樂部的上島龍兵與寺門西門。而他現在的活動以朗讀為中心。

- 是作為創造配音員配音而如此活躍的老牌配音員，在年輕的時候就很會靈活的運用其天生嘶啞的聲音。擅長演出老人的角色。不過除了老人之外，也能扮演者中年男子還有其以外的人。扮演的其性格的角色不是只有說名教導的人物與其安定的男性，其狡猾的壞角色也有大量的演出。不過在迪士尼的擔任的角色不多的配音員。擔任外國電影為華爾特·布倫南配音。

- 『假面騎士亞馬遜』裡演出鼴鼠獸人的聲音、作為槐自己心目中所留下的角色。

- 朝日電視台系的『大膽MAP』裡演出『天才巴卡彭』的雷雷雷叔叔，尤於臉出完成了演出。還有在那個時候，作為交涉人而來的Yonuko的濱口優拿著掃帚演出雷雷雷叔叔的姿態，這個要求也被允許。除此之外，他也有在綜藝節目裡演出雷雷雷叔叔的事情。

## 演出作品

### 電視動畫
1960年代
- 怪怪怪的鬼太郎 第1作（滑瓢）
- 秘密的厚子 第1作（駐在、今野、笑樂 他）
- 遊星假面（伊摩西博士）
- 怪物王子

1970年代
- 明日之丈（權太）
- 一發貫太君（蜻蜓爺爺）
- 怪怪怪的鬼太郎 第2作（悟）
- 世界名作劇場系列
  - 尋母三千里（雅各波）
  - 浣熊拉斯卡爾（亨里克・哈爾曼）
  - 紅髮安妮（馬修・卡斯伯特）
- 草原少女蘿拉（費區）
- 時間飛船系列
  - 時間飛船（木江田博士）
  - YATTERMAN（老人、老爺爺）
- 老虎假面（問題先生＝佐馬大王）
- 天才巴卡彭・元祖天才巴卡彭（雷雷雷叔叔）
- 哆啦A夢 （1973年日本電視台版動畫）
- 魔法使查比（荒井洗吉）
  - 魯邦三世  TV第2系列（克萊德・巴洛（第70話）、席爾法（第80話）、吉良上野介（第113話）、濱中鍛冶兵衛（第108話）、鋼鐵（第139話））
- 小汪沙（帽子爺爺）
- 銀河鐵道999（老爹）
- 淘氣太古克姆克姆（克羅佩迪亞）

1980年代
- 惡魔君（月人）
- OKAWARI-BOY 史坦森S（奧比・旺・賽諾比）
- 怪怪怪的鬼太郎 第3作（夜叉、陀螺妖、土轉滾、惡魔布耶爾）
- 昆蟲物語 孤兒哈奇（1989年）（治虫爺爺）
- 森林王子 少年毛克利（法格斯）
- 世界名作劇場系列
  - 家族魯賓遜漂流記 不可思議之島的芙蘿拉（船醫）
  - 南方彩虹的露西（賴瑞・隆）
  - 小公主莎拉（懷爾德醫生）
  - 愛的小婦人物語（亨利・墨鐸）
- 裝甲騎兵波特姆斯（梅西）
- 時間飛船系列
  - Firebird（特別博士）
  - 逆轉Ippatsuman（阿爾姆、古井博士）
- 原子小金剛 (動畫第2作) 第2作（矢似）※第15話
- 七龍珠（叮噹村村長）
- 飛翔戰士穆特金（哥薩克）
- 尼爾斯的不可思議之旅（妖精）
- 氣球的銅鑼太郎（忠造）
- 聖魔大戰（超法師）
- 北斗神拳（劉肯、三角爺爺）
- 名犬雪麗（柯蒂斯）
- 相聚一刻（音無老人）
- 與森林快樂的小人們 伯菲與里比特（隆齊長老）
- 魯邦三世 TV第3系列（大衛杜夫、巴拉克達）
- 哆啦A夢（1979年朝日電視台版動畫）（博士）

1990年代
- 靈異教師神眉（貧乏神）
- 風中少女 金髮珍妮（班）
- 超級聖魔大戰（烏龜占卦師和甲）
- 世界名作劇場系列
  - 小婦人物語 南與喬老師（賽拉斯）
  - 無家可歸的孩子蕾米（柏格奴）
- 太陽之子艾斯特班（阿波）
- 七龍珠Z（大界王）
- 神奇寶貝（權爺）
- 雅達蒙（威廉・盧布朗）
- 遊戲王（大門）
- 幽遊白書（一垣博士）
- 亂馬½ 熱鬥編（蛙仙人）
- 浪人劍心 -明治劍客浪漫譚-（馬庫斯・村上）

#### 2000年代
- 機器人男孩 原子小金剛（梣）
- 神奇寶貝（權爺）
- 犬夜叉（大獄丸）
- 宇宙學園（透納博士）
- 攻殼機動隊 STAND ALONE COMPLEX（神無月涉）
- 星際寶貝（傑佩特）
- MONSTER（土耳其人街長老丹尼斯）

2004年
- 妄想代理人（老人、老師）

### OVA
- 銀河英雄傳說（理夏德・馮・格林梅爾斯豪森）
- 烏龍派出所（老人B）
- 櫻花大戰～櫻花絢爛～（岩井權太郎）

### 劇場版動畫
- 銀河鐵道999（酒場的老闆）
- 銀河鐵道之夜（雜貨店的老闆）
- 幻魔大戰（約金）
- 權狐（加助）
- 天空之城拉普達（老技師）
- 東京教父（老人）
- 七龍珠Z 復活的融合！！悟空與維吉塔（大界王）
- 相聚一刻 完結編（音無老人）
- 老人Z（老人A）

1987年
- 紫式部 源氏物語（留守居役的老人）
- 王立宇宙軍～歐尼亞米斯之翼～（ロンタ）

### 遊戲
- 風的傳說薩納杜（艾納斯、旁白）
- 假面騎士（蜘蛛男）※圖書館演出
- 假面騎士 正義的族譜（蜘蛛男、西明明加、愛金、烏波龜、希爾格里拉、伊摩里格斯、蒼蠅峰、加拉加蘭達）
- 王國之心 II（拉菲奇）
- 眼鏡蛇II ～傳說的男人（萊特博士）
- SNATCHER（哈利・班森）
- 交代人們物語（保羅）

### 外語配音
- 華爾特·布倫南出演作
  - 紅河（朝日電視台）
  - 俠骨柔情（朝日電視台、DVD也是朝日電視台版）
  - 里歐·布拉坡（朝日電視台）
- 飛吧！鳳凰
- 雷鳥神機隊
- 密諜
- 搜索者

### 特別拍攝
- 惡魔們3（納瑪森的聲音）
- 超人七號（宇宙帝王巴德星人的聲音）
- 假面騎士系列
  - 假面騎士（蜘蛛男的聲音声、西明明加的聲音）
  - 假面騎士V3（釜首龜的聲音）
  - 假面騎士X（梅杜莎的聲音再現 ※OP人物表單是西崎章治、薩拉曼德拉的聲音再現再生）
  - 假面騎士AMAZON（鼴鼠獸人的聲音）※第5話〜第6話のOP人物表單是池水通洋
  - 假面騎士Stronger（蠍奇械人的聲音）
  - 假面騎士Sky（無化傳人的聲音、参照人的聲音）
  - 假面騎士超級1（卡瑟特高摩爾的聲音、吉傑克根的聲音）
- 兄弟拳巴克羅薩（巴特勒的聲音）
- 影星（蜻蜓吉拉的聲音、卡米基拉的聲音）
- 大鐵人17（阿卡曼博士的聲音）
- Mighty Jack（第17話的旁白）
- 超神比飆（卡薩河童的聲音）
- 戰鬥叉子（西特萊耶的聲音）
- 變身忍者 嵐（塔蘭丘拉的聲音）
- 冒險的洛克巴特（蘇克博士的聲音）

### 電視連續劇
- 不認識的爸爸 第1話

### CD
- Crashers Knight&Ran（榊原真之介）
- CD劇場 勇者斗惡龍（萊斯16世）
- FALCOM SPECIAL BOX '95 CD連續劇 風的傳說薩納杜II（艾納斯）

### 海外動畫
- Yogi Bear（史密斯）
- 瘋狂大賽車（H博士）
- 迪士尼系列
  - 白雪公主（噴嚏精）
  - 小姐與流氓（喬克）
  - 小姐與流氓2：狗兒逃家記（喬克）
  - 貓兒歷險記（拿破崙）
  - 羅賓漢（希斯爵士）
  - 狐狸與獵狗（愛生氣的獾）
  - 黑神鍋傳奇（多利）
  - 獅子王（拉飛奇）
  - 獅子王2：辛巴的榮耀（拉飛奇）
  - 獅子王3：Hakuna Matata（拉飛奇）
  - 彭彭丁滿歷險記（拉飛奇）

### 其他
- 偶然葫蘆島 -重制版-（穆馬莫梅姆、隨從肯薩）
- 決定！這是日本最好的100位(2003年6月29日放送分「這是動畫主角最好的類型30」)※雷雷雷叔叔（11位）的角色扮演登場。